# Żochówko
Żochówko, gebräuchlich auch Kolonia Żochówko (deutsch Neu Sochow, kasch. Nowé Żochòwò) ist ein kleiner Ort in der polnischen Woiwodschaft Pommern und gehört zur Landgemeinde Potęgowo (Pottnagow) im Powiat Słupski (Kreis Stolp).

## Geographische Lage und Verkehrsanbindung
Żochówko liegt am linken Ufer der Lupow (Łupawa) einen Kilometer nördlich von Żochowo nahe der polnischen Landesstraße 6 (ehemalige deutsche Reichsstraße 2). Der nächste Bahnhof ist der im acht Kilometer entfernten Potęgowo an der Bahnstrecke von Danzig nach Stargard.

## Geschichte
Geschichtlich ist das ehemalige Neu Sochow eng mit der Gemeinde Sochow (heute polnisch: Żochowo) verbunden, als deren Vorwerk es angelegt wurde. Über die Gemeinde Sochow gehörte es bis 1945 zum Amts- und Standesamtsbezirk Wendisch Karstnitz (1938–1945 Ramnitz, heute polnisch: Karznica) im Landkreis Stolp im Regierungsbezirk Köslin in der preußischen Provinz Pommern. 1945 wurde der Ort unter der Bezeichnung Kolonia Żochówko bzw. Żochówko polnisch und ist heute eine Ortschaft in der Gmina Potęgowo im Powiat Słupski in der Woiwodschaft Pommern (1975 bis 1998 Woiwodschaft Słupsk). Die Verbindung zum ehemaligen Sochow ist geblieben: Żochówko gehört zum Schulzenamt Żochowo.

## Kirche
Kirchlich bestand bis 1945 die Einbindung in das damals evangelische Kirchspiel Lupow (heute polnisch: Łupawa) im Kirchenkreis Stolp-Altstadt in der Kirchenprovinz Pommern der Kirche der Altpreußischen Union. Seit 1945 gehört Żochówko wie bisher zur – nun allerdings katholischen – Pfarrei Łupawa (Lupow) im neugeschaffenen Dekanat Łupawa im Bistum Pelplin der Katholischen Kirche in Polen. Evangelischerseits ist der Ort in die Kreuzkirchengemeinde in Słupsk (Stolp) in der Diözese Pommern-Großpolen der Evangelisch-Augsburgischen Kirche in Polen eingegliedert.

## Schule
Schulisch waren die Kinder aus Neu Sochow bis 1945 nach Sochow (heute polnisch: Żochowo) hin orientiert.